# Musée d'Art Ōhara

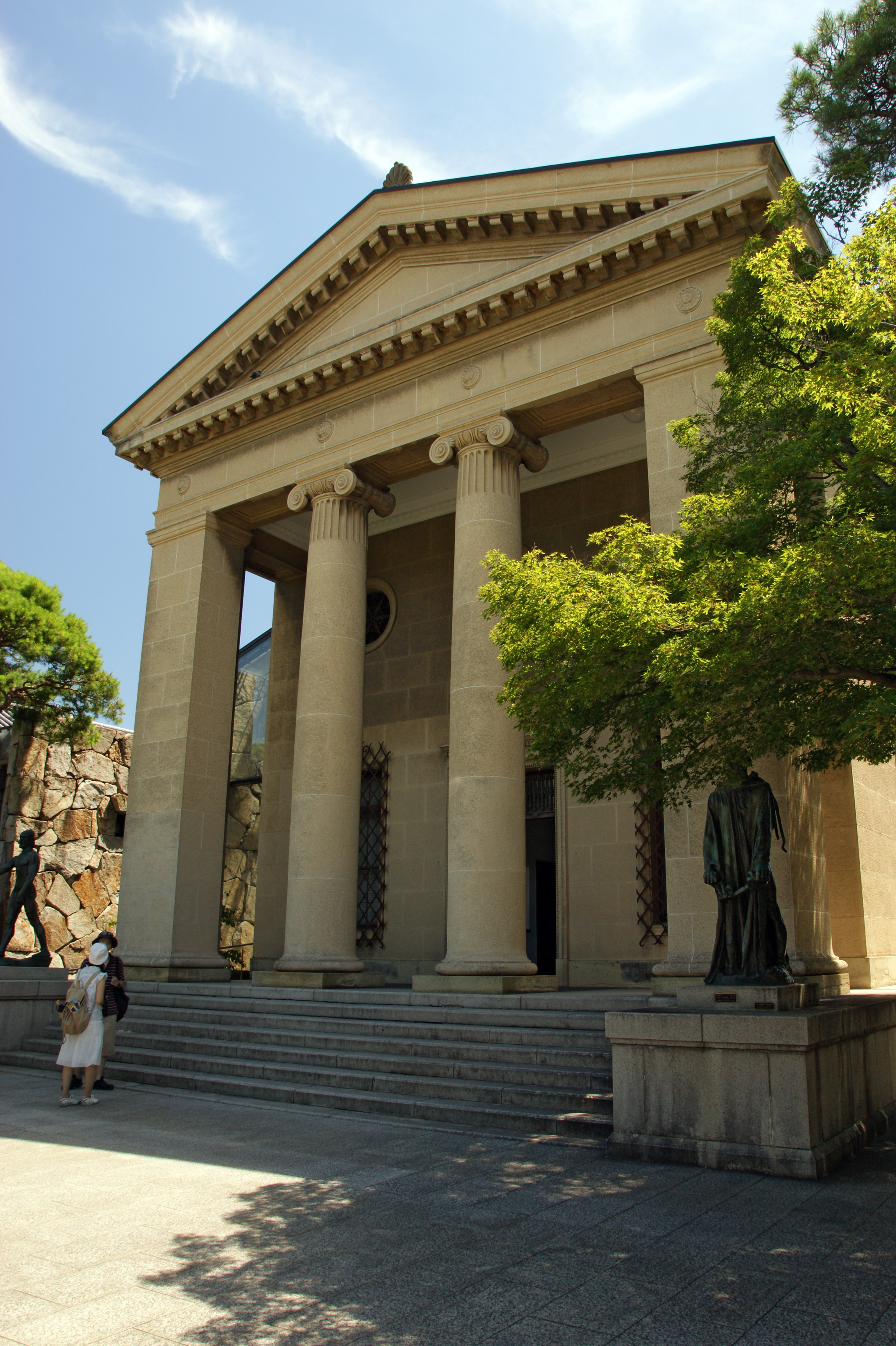
Le musée d'Art Ōhara.

Le musée d'Art Ohara à Kurashiki est la première collection d'art occidental en exposition permanente au Japon. Ouvert en 1930, le musée à l'origine se compose presque entièrement de peintures et sculptures françaises des XIXe et XXe siècles. La collection s'est à présent développée et comprend des peintures de la renaissance italienne ainsi que des écoles hollandaises et flamandes du XVIIe siècle. 
Ōhara Magosaburō, son fondateur, a formé la base de la collection sur les conseils du peintre japonais Kojima Torajirō (1881–1929) et de l'artiste français Edmond Aman-Jean (1860–1935).

## Artistes représentés
- Le Greco : Annonciation
- Pierre Puvis de Chavannes
- Camille Pissarro
- Edgar Degas
- Gustave Moreau
- Claude Monet : Les Nymphéas
- Auguste Renoir
- Paul Gauguin : Terre délicieuse
- Giovanni Segantini
- Henri de Toulouse-Lautrec
- Amedeo Modigliani : Jeanne Hébuterne au chandail jaune
- Pablo Picasso
- Jackson Pollock
- Maurice Utrillo
- Giorgio De Chirico
- Georges Rouault
- Pierre Soulages
- Henri Matisse
- Pierre Bonnard
- Jasper Johns
- Auguste Rodin
- André Dunoyer de Segonzac
- Henry de Waroquier
- Narashige Koide
- Yuzō Saeki
- Fujishima Takeji
- Ryūzaburō Umehara
- Sōtarō Yasui
- Shikō Munakata
- Tadanori Yokoo

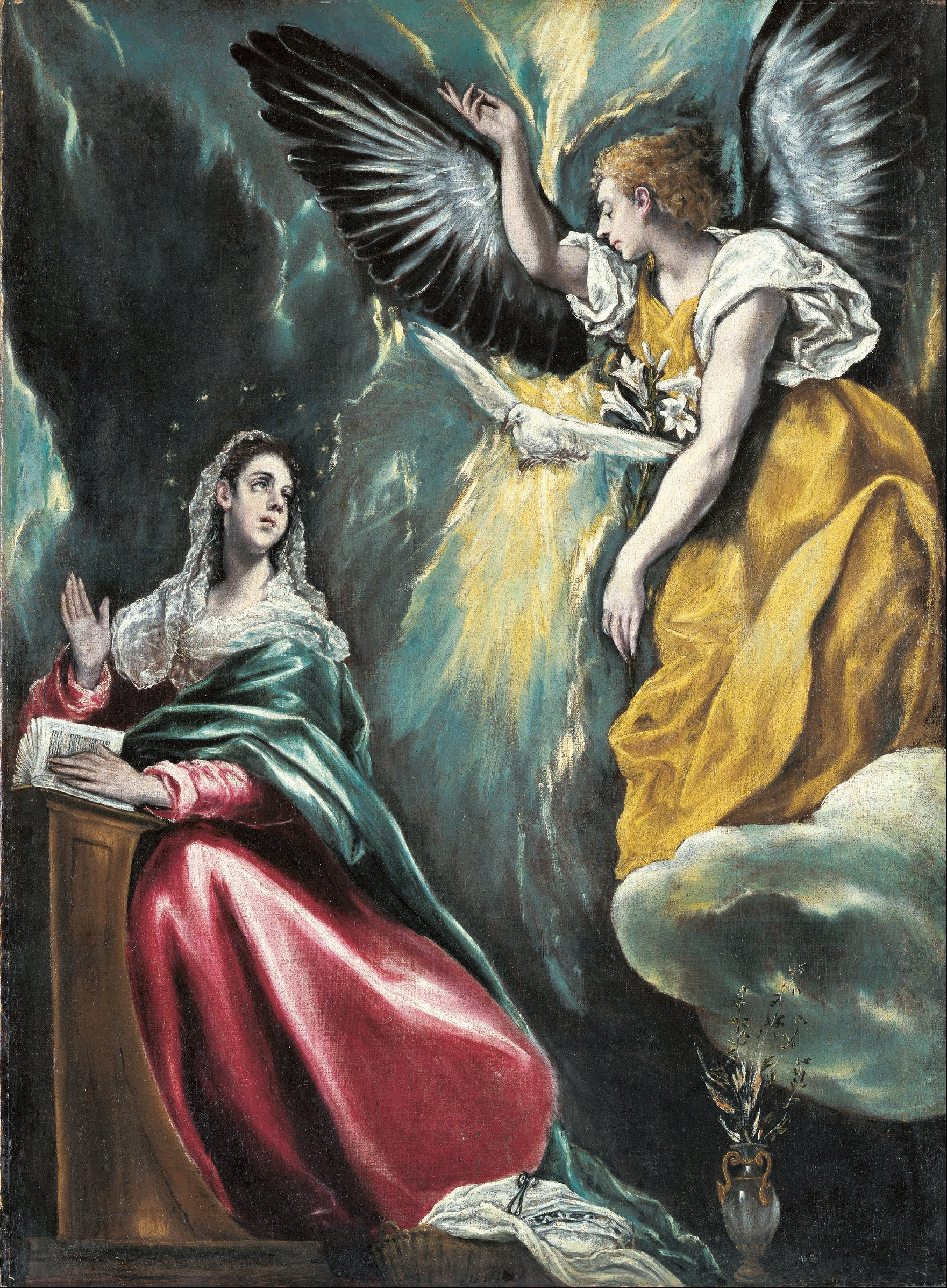
Le Greco, L'Annonciation vers 1590-1603).
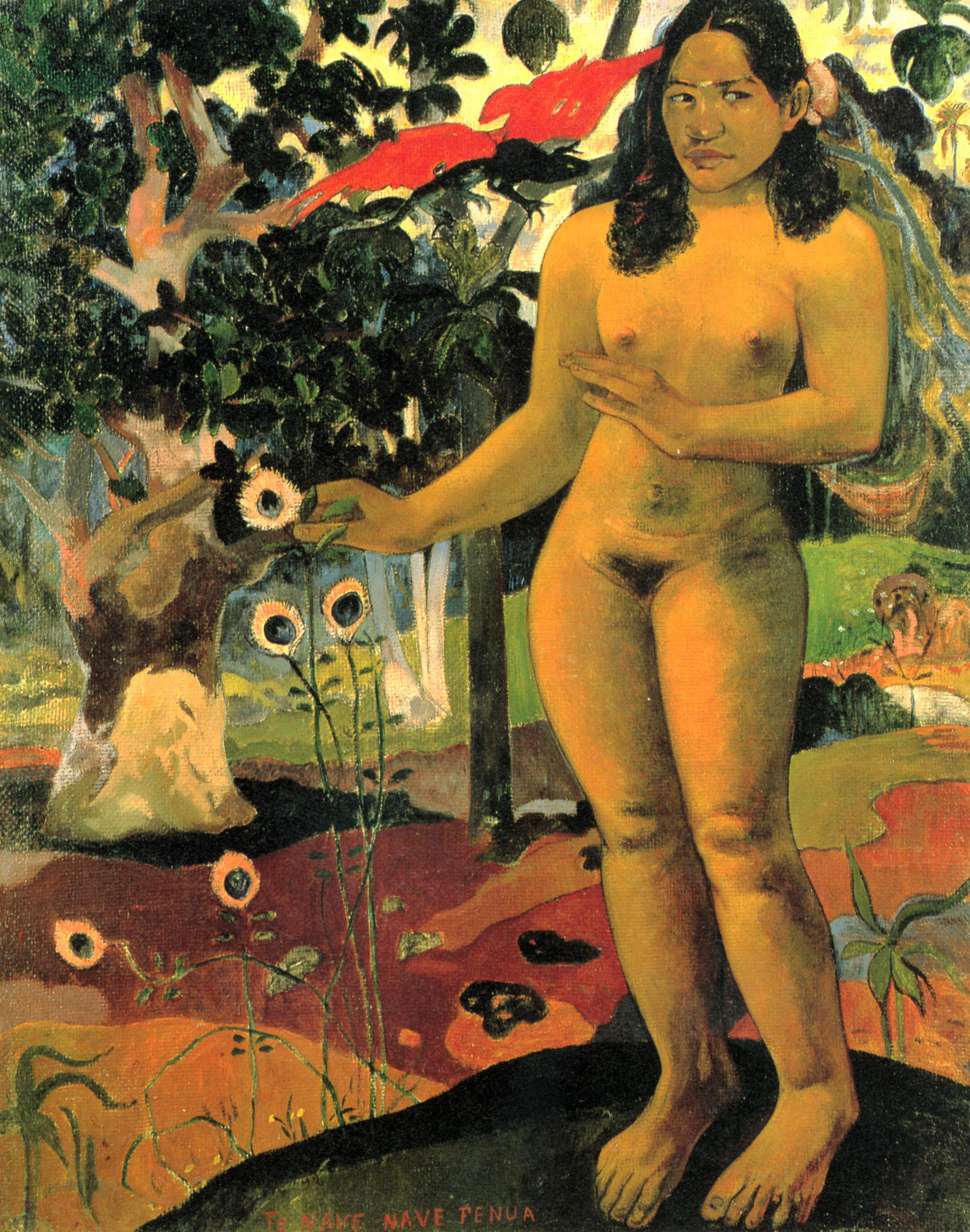
Paul Gauguin, Terre délicieuse (1892).
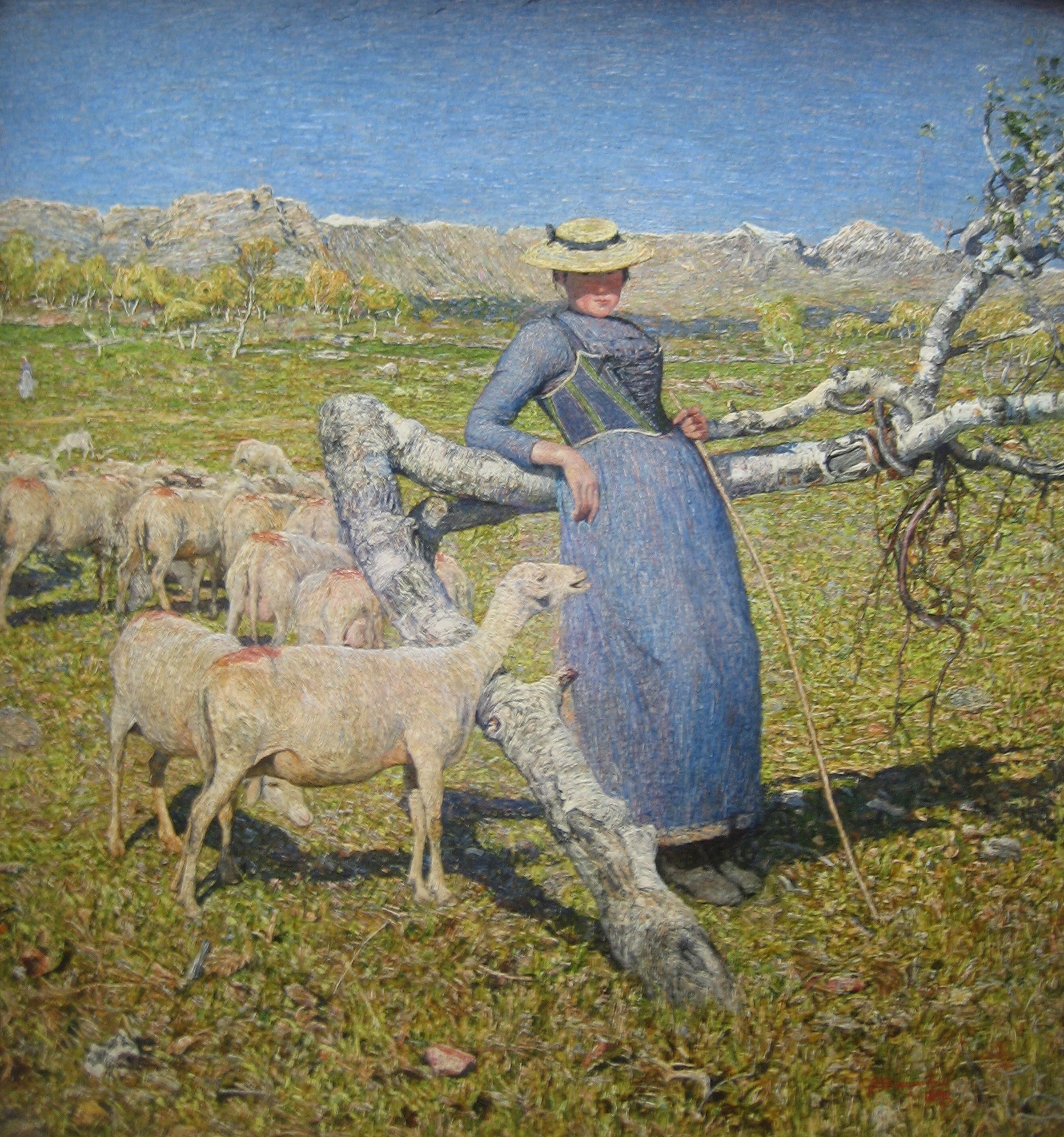
Giovanni Segantini, Dans les Alpes (1892).
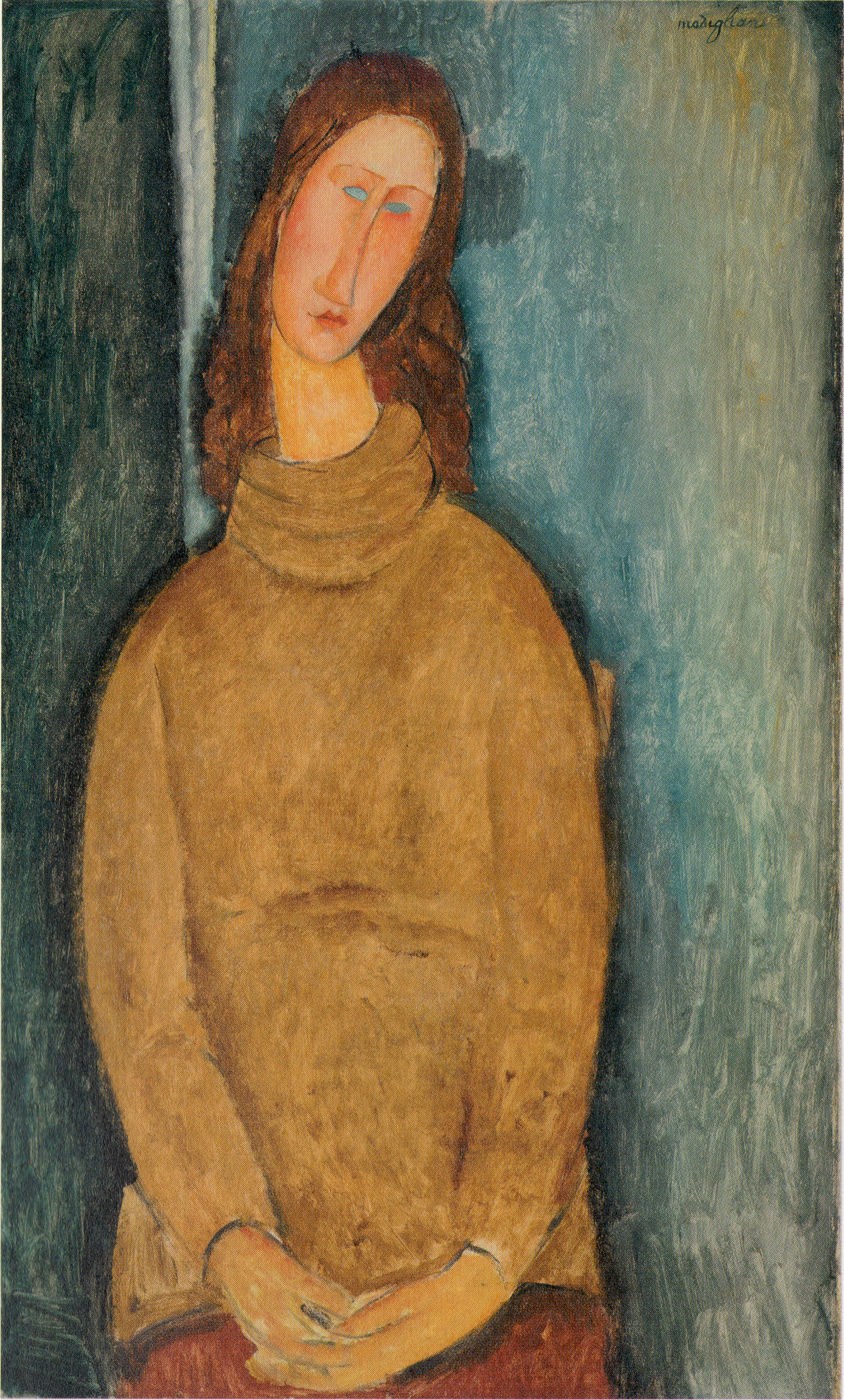
Amedeo Modigliani, Jeanne Hébuterne au chandail jaune (1919).